# René Rouffeteau
René Rouffeteau (* 30. März 1926 in Saint-Denis; † 27. April 2012 in Cannes) war ein französischer Radrennfahrer.

## Sportliche Laufbahn
Rouffeteau war Teilnehmer der Olympischen Sommerspiele 1948 in London. Im olympischen Straßenrennen schied er beim Sieg von José Beyaert aus. Die französische Mannschaft gewann mit Rouffeteau, José Beyaert, Jacques Dupont und Alain Moineau in der Mannschaftswertung die Bronzemedaille.